# روي خان
روي خان (بالنرويجية: Roy Khan) (و. 1970  م) هو مغني، وكاتب أغاني نرويجي، ولد في إلفروم، يستخدم آلات قيثارة.

## وصلات خارجية
- روي خان على موقع IMDb (الإنجليزية)
- روي خان على موقع ميوزك برينز (الإنجليزية)
- روي خان على موقع ديسكوغز (الإنجليزية)

- روي خان في قاعدة بيانات الأفلام على الإنترنت